# ザ・フジテレビラジオ
ザ・フジテレビラジオ（かいきょく!フジテレビラジオ）は、ニッポン放送で2010年10月4日から2012年4月1日まで放送されていたバラエティ番組である。改題前は『開局!フジテレビラジオ』。

## 番組概要
2004年のナイターオフ期から編成されていた、フジ・メディア・ホールディングス最上位企業で元ニッポン放送の子会社であったフジテレビアナウンサーが出演するトーク番組。フジテレビにて担当しているテレビ番組やイベント等の裏話や普段の生活から感じた話題を元にトークする。
過去、ニッポン放送にて放送されていたフジテレビアナウンサーとのダブルネーム番組はニッポン放送のアナウンサーとのかけあいで構成されていたが、当該番組はラテ兼営局ではないフジテレビアナウンサーのみレギュラーで出演する番組である。
2012年4月1日にて番組終了。以後、2018年4月まで同局とフジテレビとのダブルネーム番組は編成されておらず、福井がニッポン放送の兄弟会社である文化放送にレギュラー出演以後、文化放送でフジテレビアナウンサーや報道局員が出演する番組が編成されている。逆にニッポン放送ではフジテレビの競合局で、ラジオ局と資本関係がないテレビ朝日やテレビ東京のアナウンサーや社員をパーソナリティに起用することもある。

## 出演者

### パーソナリティ
肩書き無しはフジテレビアナウンサー。2010年10月4日から2011年4月17日までは福井・斉藤（月 - 水曜）と川端・西山（木、金曜日）が曜日毎にペアで分かれていた。

#### 放送終了時点
隔週毎にペアで出演
- 川端健嗣（当時：フジテレビアナウンサー、現：秘書室社長秘書役）
- 西山喜久恵
- 佐野瑞樹 - 2011年4月17日 - 2012年4月1日
- 斉藤舞子

#### 過去
- 福井謙二（当時：フジテレビアナウンス室長） - 2010年10月4日 - 2011年4月17日

#### ゲスト
- 杉田成道 - 2010年11月24日：
- DOZ - 2010年12月21日
- TAKURO（GLAY）、TOKI（STEALTH） - 2010年12月30日
- 松尾翠 - 2011年1月24日
- 古賀シュウ - 2011年3月8日
- Early Morning - 2011年7月3日

## 放送時間

### 放送終了時点
- 日曜 18:30 - 19:30 - 2011年10月9日 - 2012年4月1日

### 過去
- 平日 21:00 - 22:00 - 2010年10月4日 - 2011年4月17日
- 日曜 18:00 - 19:00 - 2011年4月19日 - 10月2日

## 関連番組
- メダマ!?ラジオ - 2007年のナイターオフ期に編成していた同局とフジテレビとのダブルネーム番組
- カンテら!（ラジオ大阪） - FMHDの株主でFNSの準キー局である関西テレビアナウンサーが2021年3月から、パーソナリティとして放送しているラジオ番組。